# 孟加拉國家博物館
孟加拉國家博物館是位於孟加拉國達卡的一座國家博物館。該博物館主要展示孟加拉國所收藏的民族學、裝飾藝術、歷史和古典藝術、自然歷史以及當代和世界文明等展物。博物館還設有豐富的保護實驗室。
歷史學家納利尼·坎塔·巴塔薩利在1914年至1947年期間，曾擔任該博物館的首任館長。

## 歷史
孟加拉國家博物館最初於1913年3月20日成立，最初成立時則採用「達卡博物館」此名稱，並在同年8月7日由當時的孟加拉總督卡麥可勳爵正式揭幕。其中，博物館的第一次擴建是在1914年6月，當時從一個展廳擴建為三個展廳。並展示包括379件物品，並於8月25日對公眾開放。
1915年7月，博物館移交給了達卡的副總督管理，並在此後與達卡大學建立了密切的合作關係，1936年，考慮到學術合作，博物館管理層進行了相應的重組，並由大學副校長擔任達卡博物館委員會主席。1947年，大學從省政府手中完全接管博物館的管理。經過幾次內部行政變動，該博物館於1970年被東巴基斯坦政府直接控制。
孟加拉國於1971年成立後，該國首任總理謝赫·穆吉布·拉赫曼表示有興趣建立一個國家博物館，以記錄該國爭取自由的獨立歷史。並將達卡博物館指定為孟加拉國國家博物館的所在地。並於1983年11月17日正式成為孟加拉國的國家博物館。當前博物館位於達卡的沙赫巴格區。

## 展示
孟加拉國家博物館當前共有規劃多層展間，其中共包括下列空間：

### 地下一樓
地下一樓作為博物館的主要入口，其大廳通往一座宏偉的樓梯到達一樓。大廳旁邊有一個較小的房間以及一個簡單的樓梯。並設有一些古老的槍支展示在入口處，導遊們也會在這裡向遊客講解。

### 一樓
一樓共分為22座展示間，各具有特色。並廣泛展示印度教和佛教雕塑的考古收藏在自然歷史領域，其中第一個房間展示了一張大地圖，展示了孟加拉國及其64個地區的地理分布圖。第二個房間則擺放了一尊巨大的孟加拉虎雕像，以展示國家的特有物種。第三至第十個房間主要展示孟加拉國的自然美景、植物、動物以及地質和礦物，其中一個房間展示了一條鯨魚的舌頭。
第十至第二十二個房間則陳列了孟加拉國直到1900年前的一些歷史文物，包括不同時期的珍貴遺物。其中一個房間展示了孟加拉鄉村人民使用的不同類型的船隻，展現了當地人民的生活方式。

### 二樓
二樓主要展示孟加拉國著名人物的照片，展示了孟加拉國解放戰爭和孟加拉語言運動的展覽，包括戰爭中使用的宣傳海報、一台拷打器等文物。此外，該空間另設有兩間圖書館。此外博物館也展示著宰努爾·阿貝丁的作品，描繪了1943年孟加拉饥荒的苦難。

### 三樓
三樓主要展示孟加拉國的政治家、藝術家、科學家的照片，還有一些著名的圖片及四個國際畫廊：中國畫廊、韓國畫廊、伊朗畫廊和瑞士畫廊。

## 外部連結
- 官方网站